# Après vous
Après vous is een Franse dramafilm uit 2003, geregisseerd door Pierre Salvadori. De film won een Étoile d'Or in de categorie "Beste Acteur" voor Auteuil en resulteerde voor Auteuil in een nominatie voor een César.

## Verhaal
De film vertelt het verhaal van Antoine (gespeeld door Auteuil), een ober. Hij neemt 's nachts een kortere weg door het park en ziet vervolgens een man, Louis (Garcia), die zelfmoord probeert te plegen.

## Rolverdeling
- Daniel Auteuil als Antoine Letoux, de ober
- José Garcia als Louis, een man die probeert zelfmoord te plegen
- Sandrine Kiberlain als Blanche Grimaldi; de ex-vriendin van Louis
- Marilyne Canto als Christine; Antoines vriendin
- Michèle Moretti als Martine
- Garance Clavel als Karine
- Fabio Zenoni als André